# اچ‌ام‌اس مولت (۱۸۶۰)
اچ‌ام‌اس مولت (۱۸۶۰) (به انگلیسی: HMS Mullett (1860)) یک کشتی بود که طول آن ۱۴۵ فوت (۴۴٫۲ متر) بود. این کشتی در سال ۱۸۶۰ ساخته شد.